# Thạch Ngàn
Thạch Ngàn là một xã thuộc huyện Con Cuông, tỉnh Nghệ An, Việt Nam.
Xã Thạch Ngàn có diện tích 95,92 km², dân số năm 1999 là 4.737 người, mật độ dân số đạt 49 người/km².